# Gheorghe Baciu (coregraf)
Gheorghe Baciu (n. 8 noiembrie 1923, București, România – d. 21 martie 2004, București, România) a fost un maestru coregraf român.

## Biografie
S-a născut la 8 noiembrie 1923 la București. După absolvirea liceului „Cantemir Vodă” și a Conservatorului de muzică și artă dramatică, s-a dedicat dansului folcloric românesc la Asociația „Alunelul”, sub îndrumarea profesorului Alexandru Dobrescu.
La 1 octombrie 1945 la înființarea Ansamblului de cântece și dansuri al forțelor armate, era prezent alături de Gh. Popescu-Județ și Ion David unde și-a desfășurat activitatea de coregraf până la sfârșitul anilor 1980 când s-a pensionat.
Între anii 1947 și 1949 a întreprins culegeri de folclor în toate regiunile țării, reușind apoi să adapteze printr-o manieră deosebită, jocurile populare în reprezentări coregrafice artistice de o valoare redutabilă.
36 de publicații de specialitate, direcția secției de coregrafie din Ministerul Culturii, zecile de premii, medalii și distincții naționale și internaționale, precum și crearea unui sistem de notare a pașilor de dans original, au contribuit la acordarea de către Consiliul de Stat a titlului de Artist Emerit și Laureat al Premiului de Stat, iar mai târziu de Maestru Emerit al Artei.
În anul 1962, sub îndrumarea ministrului Corneliu Mănescu, a creat Ansamblul folcloric Doina al Casei de Cultură a Studenților și mai târziu Ansamblul folcloric Doina Bucureștiului, instituții care sunt în activitate și astăzi datorită muncii entuziaste a maestrului Ion „Gioni” Gubernicu și a mai multor foști dansatori și membri ai ansamblurilor, deveniți instructori care au păstrat, conservat și optimizat montările coregrafice originale.
S-a stins din viață la 21 martie 2004 la București.

## Distincții
- titlul de Artist Emerit al Republicii Populare Romîne (27 iulie 1957) „cu prilejul aniversării a zece ani de la înființarea ansamblului de cîntece și dansuri al Forțelor Armate ale Repubicii Populare Romíne, [...] pentru îndelungată activitate în domeniul artei coregrafice și pentru contribuția adusă la organizarea și dezvoltarea artistică a corpului de balet al Ansamblului de cîntece și dansuri al Forțelor Armate ale Republicii Populare Romîne”[1]
- titlul de Maestru Emerit al Artei din Republica Socialistă România (27 aprilie 1967) „pentru merite excepționale în activitatea cultural-artistică”[2]

## Lucrări publicate
- Dansuri populare românești (Editura Consiliului Central al Sindicatelor, București, 1956), 171 p.
- Dansul popular românesc: studii (Editura de Stat Didactică și Pedagogică, București, 1958) - în colaborare cu Gh. Popescu-Județ
- Dansul popular românesc:  Exerciții la bară, vol.1 (Editura de Stat Didactică și Pedagogică, București, 1958), 384 p. - în colaborare cu Gh. Popescu-Județ
- Jocuri populare din Nordul Moldovei (Editura de Stat Didactică și Pedagogică, București, 1958), 240 p.
- Cartea coregrafului amator (Casa Centrală a Creației Populare, București, 1965), 143 p.
- Dansuri populare din Țara Lăpușului și Țara Chioarului - 2 vol. (s.n., Baia Mare, 1973), 344 p. - în colaborare cu Gavril Ghiur